# لیز ون هک
لیز ون هک (انگلیسی: Lise Van Hecke؛ زادهٔ ۱ ژوئیهٔ ۱۹۹۲) بازیکن والیبال اهل بلژیک است.
از باشگاه‌هایی که در آن بازی کرده‌است می‌توان به باشگاه والیبال اوزاسکو اشاره کرد. او همچنین از بازیکنان والیبال در بازی‌های اروپایی ۲۰۱۵ بوده است.